# مازاريكوس
بلدية مازاريكوس (بالإسبانية: Mazaricos)‏، هي إحدى بلديات مقاطعة لا كرونيا إحدى مقاطعات إسبانيا، و التي تقع في منطقة جليقية شمال غرب إسبانيا.
يبلغ عدد سكانها 5.948 نسمة وفقاً لإحصائية سنة (2002).